# Avaya
Avaya Inc. è una società di sistemi di comunicazione con sede centrale a Basking Ridge, New Jersey/USA, specializzata in tecnologia per la telefonia, call center e data networking. L'azienda è stata fondata il 2 ottobre del 2000 ed è stata una “private company” fino alla sua acquisizione da parte delle società di investimento Silver Lake Partners e Texas Pacific Group (TPG). Avaya ha oltre 19.000 impiegati globalmente.
Avaya è una delle aziende leader nel settore della Telefonia IP (VoIP), Comunicazione unificata e delle soluzioni per Call Center. Secondo fonti Avaya, il 90% delle aziende Fortune 500 utilizza i suoi prodotti. Gli Avaya Labs, anch'essi appartenenti alla società e provenienti dai Bell Laboratories, svolgono attività di ricerca e sviluppo prevalentemente per Avaya nell'area delle tecnologie di comunicazione. Secondo fonti Avaya, la società conta da 3.000 a 5.100 brevetti, tra registrati e di proprietà.

## Storia

### Spin-off di Lucent Technologies
La divisione “Unified Communications and Call Center” di Lucent Technologies fu scorporata il 2 ottobre 2000.  Henry Schacht divenne il presidente del consiglio di sorveglianza. Il primo CEO fu Don Peterson che era stato precedentemente CFO in Lucent. Il simbolo in borsa di Avaya divenne AV e le operazioni iniziarono a 20$ per azione. Prima dello spin-off l'azienda era appartenuta a Western Electric e AT&T per oltre un secolo.

### Acquisizione di Tenovis
La società di telecomunicazioni tedesca Tenovis, con 5.400 impiegati, fu acquisita a novembre 2004 per US$635 milioni. La ristrutturazione di Tenovis nel corso della sua integrazione con il gruppo Avaya, vide anche l'apertura di società consociate alle quali furono trasferite alcune divisioni come quelle di installazione e servizi, lo spin-off di parti della società e la riduzione del personale.  A metà 2006 Avaya aveva 4.500 impiegati in Europa.  Nell'anno finanziario 2007/2008 Avaya contava circa 3.560 impiegati in Germania; all'inizio del 2010 ne aveva 2.900.

### Acquisizione da parte degli investitori
Louis D'Ambrosio prese il ruolo di CEO e President di Avaya nel 2006; si dimise a giugno del 2008 per motivi di salute. Avaya fu acquisita il 26 ottobre 2007 dalle società di investimento  Silver Lake Partners e Texas Pacific Group (TPG), per US$8.2 miliardi, o US$17.50 per azione. Il titolo fu ritirato dalla borsa e non è stato più quotato alla New York Stock Exchange (NYSE) a partire dal 26 ottobre 2007.

### Acquisizione della divisione Enterprise di Nortel
Avaya fu dichiarato vincitore dell'asta di vendita della divisione Enterprise di Nortel il 14 settembre 2009 con l'offerta di US$900 milioni. Avaya e Nortel completarono formalmente la vendita il 21 dicembre 2009. All'indomani dell'operazione Avaya aveva 21.000 impiegati globalmente.

### Nuova IPO
Avaya ha presentato una richiesta di offerta pubblica iniziale alla commissione di sorveglianza Stock Exchange US SEC a giugno 2011. L'operazione conta di portare un miliardo di dollari, secondo i piani Avaya.

## Posizionamento di mercato
Avaya è riconosciuto come leader globale da esperti di settore e di tecnologia e ha ottenuto delle posizioni di leadership nelle seguenti aree:
- Unified Communications and Corporate Telephony[9]
- Contact Center[10]
- Enterprise Messaging[11]
- Audio-conferencing[12]
- Hardware maintenance[13]

Gartner posiziona Avaya nel quadrante dei Leader in base alla completezza di visione e abilità di esecuzione nei seguenti report:
- Leaders Quadrant in Gartner Magic Quadrant for Corporate Telephony, Worldwide, 2009[14]
- Leaders Quadrant in Gartner Magic Quadrant for Contact Center Infrastructure, Worldwide, 2008[10]

## Prodotti
- Soluzioni di comunicazione per aziende di ogni dimensione, piccole, medie e grandi (PBX, telefoni, telefonia IP, Unified Communications e Contact Center)
- Soluzioni di data networking per aziende private e pubbliche (Ethernet Switching, WLAN, Routing, Access Control, Management)
- Servizi di installazione, assistenza, manutenzione e consulenza per le soluzioni di comunicazione e data network.
- Avaya Data
  - Virtual Services Platform 9000 (VSP 9000)
  - Ethernet Routing Switch (ERS) 8800
  - Ethernet Routing Switch (ERS) 8300
  - Ethernet Routing Switch (ERS) 5600
  - Ethernet Routing Switch (ERS) 5500
  - Ethernet Routing Switch (ERS) 4500
  - Ethernet Routing Switch (ERS) 2500
  - Secure Router 4134/2330
  - WLAN 8100
  - VPN Gateway
  - Identity Engines
- Unified Communications
  - Avaya Aura AS-5300
  - Avaya Aura Application Enablement Services
  - Avaya Aura Communication Manager
  - Avaya Aura Communication Manager Branch
  - Avaya Aura Communication Manager Messaging
  - Avaya Aura Media Services
  - Avaya Aura Presence Services
  - Avaya Aura Session Manager
  - Avaya Aura System Platform
  - Avaya Aura SIP Enablement Services
  - Avaya Aura System Manager
  - Avaya Integrated Management
  - Avaya Communication Server 1000
  - Avaya IP Office

## Sponsorizzazioni
Avaya è stato uno degli sponsor del Campionato mondiale di calcio 2002, del Campionato mondiale di calcio 2006 e dei  Giochi Olimpici Invernali 2010 a Vancouver.